# Virgen de la Casa de Alba
La Virgen de la Casa de Alba es una pintura del artista renacentista italiano Rafael Sanzio, que data de 1511. Es una pintura al óleo sobre tabla, que en el siglo XIX fue transferido a lienzo, de forma redonda con un diámetro de 98 centímetros. Se conserva en la Galería Nacional de Arte de Washington D. C., Estados Unidos.
Esta Virgen fue un encargo de Paolo Giovio quien pensaba enviarla a la iglesia de los Olivetanos en Nocera dei Pagani. En 1686 fue adquirida por Gaspar de Haro y Fernández de Córdoba, VII marqués del Carpio, siendo virrey de Nápoles. Por herencia, en el siglo XVIII la pintura perteneció a la española Casa de Alba, cuyo nombre lleva. Tras el fallecimiento en 1802 de María Teresa de Silva, XIII duquesa de Alba, el cuadro fue vendido al embajador danés Edmund Bourke y pasó por colecciones de Reino Unido y Francia. En 1836 fue adquirido por Nicolás I de Rusia, quien hizo de él uno de los platos fuertes del Museo Imperial del Hermitage en San Petersburgo. Un siglo después, el gobierno soviético la vendió clandestinamente a Andrew W. Mellon por la cifra récord de 1 166 400 dólares, quien la donó junto con el resto de su colección a la Galería Nacional de Arte de Washington D. C., donde puede verse hoy en día.
Representa a la Virgen, el Niño Jesús y Juan el Bautista, en un paisaje campestre típicamente italiano. San Juan Bautista sostiene una cruz hacia Jesús, que el niño está agarrando. Las tres figuras miran fijamente a la cruz. Las tres están agrupadas en la parte izquierda del diseño circular, pero el brazo estirado de la Virgen y el material flotante de su capa equilibran la imagen. Reminiscencias del Tondo Doni de Miguel Ángel pueden verse en la concepción hercúlea de la figura de la Virgen, y en cierta dureza en el tratamiento de los paños. Sin embargo, los rostros y, sobre todo, las figuras infantiles, muestran la dulzura típica del arte de Rafael.